# Transformacja Mellina
W matematyce transformacją Mellina nazywamy transformację całkową, którą można uznać za multiplikatywną wersję dwustronnej transformacji Laplace’a. Jest ona ściśle związana z teorią szeregów Dirichleta i jest często używana w teorii liczb i statystyce matematycznej; jest ściśle powiązany z transformacją Laplace’a i transformacją Fouriera oraz teorią funkcji gamma i pokrewnych funkcji specjalnych.
Transformacja ta została nazwana na cześć fińskiego matematyka Hjalmara Mellina.

## Definicja
Transformatą Mellina lokalnie całkowalnej funkcji {\displaystyle f:(0,\infty )\to \mathbb {R} } jest
{\displaystyle \left\{{\mathcal {M}}f\right\}(s)=\varphi (s)=\int _{0}^{\infty }x^{s-1}f(x)\,dx.}
Transformatą odwrotną jest
{\displaystyle \left\{{\mathcal {M}}^{-1}\varphi \right\}(x)=f(x)={\frac {1}{2\pi i}}\int _{c-i\infty }^{c+i\infty }x^{-s}\varphi (s)\,ds.}
Powyższy zapis oznacza, że jest to całka krzywoliniowa liczona po pionowej prostej na płaszczyźnie zespolonej, której część rzeczywista {\displaystyle c} jest dowolna, o ile spełnia pewne określone warunki. Warunki, w których ta inwersja zachodzi, określa Twierdzenie Mellina o inwersji.

## Warunki istnienia odwrotnej transformaty Mellina
Jeśli {\displaystyle \varphi (s)} jest analityczna w pasie {\displaystyle a<\Re (s)<b} i jeśli zbiega jednostajnie do zera gdy {\displaystyle \Im (s)\to \pm \infty } dla dowolnej wartości rzeczywistej {\displaystyle c} pomiędzy {\displaystyle a} i {\displaystyle b,} przy czym jej całka wzdłuż takiej linii jest bezwzględnie zbieżna, to jeśli
{\displaystyle f(x)={{\mathcal {M}}^{-1}\varphi }={\frac {1}{2\pi i}}\int _{c-i\infty }^{c+i\infty }x^{-s}\varphi (s)\,ds}
wówczas 
{\displaystyle \varphi (s)={{\mathcal {M}}f}=\int _{0}^{\infty }x^{s-1}f(x)\,dx.}
W drugą stronę, załóżmy że {\displaystyle f(x)} jest kawałkami ciągła na {\displaystyle (0,\infty ).} Przyjmijmy, że w punktach skoku jej wartość jest średnią arytmetyczną wartości granicznych, oraz załóżmy, że
{\displaystyle \varphi (s)=\int _{0}^{\infty }x^{s-1}f(x)\,dx}
jest bezwzględnie zbieżna dla {\displaystyle a<\Re (s)<b.} Wówczas {\displaystyle f} może być odzyskana ze swojej transformaty Mellina {\displaystyle \varphi } za pomocą transformacji odwrotnej.

## Związek z innymi transformacjami
Dwustronną transformację Laplace’a można wyrazić z poprzez transformację Mellina wzorem
{\displaystyle \left\{{\mathcal {B}}f\right\}(s)=\left\{{\mathcal {M}}f(-\ln x)\right\}(s)}
i odwrotnie możemy wyrazić transformację Mellina poprzez dwustronną transformację Laplace’a wzorem
{\displaystyle \left\{{\mathcal {M}}f\right\}(s)=\left\{{\mathcal {B}}f(e^{-x})\right\}(s).}
Transformację Mellina można traktować jako całkowanie przy użyciu jądra {\displaystyle x^{s}} w stosunku do multiplikatywnej miary Haara, {\displaystyle {\tfrac {dx}{x}},} która jest niezmiennicza na dylatację {\displaystyle x\mapsto ax,} czyli {\displaystyle {\tfrac {d(ax)}{ax}}={\tfrac {dx}{x}};} dwustronna transformata Laplace’a całkuje względem addytywnej miary Haara {\displaystyle dx,} który jest niezmiennicza na przesunięcia, czyli {\displaystyle d(x+a)=dx.}
Możemy również wyrazić transformację Fouriera z użyciem transformacji Mellina i dwustronnej transformaty Laplace’a:
{\displaystyle \left\{{\mathcal {F}}f\right\}(-s)=\left\{{\mathcal {B}}f\right\}(-is)=\left\{{\mathcal {M}}f(-\ln x)\right\}(-is).}
Możemy również odwrócić ten proces i uzyskać
{\displaystyle \left\{{\mathcal {M}}f\right\}(s)=\left\{{\mathcal {B}}f(e^{-x})\right\}(s)=\left\{{\mathcal {F}}f(e^{-x})\right\}(-is).}
Transformacja Mellina może być również postrzegana jako transformacja Gelfanda na algebrze splotowej funkcji zespolonych określonych na lokalnie zwartej grupie abelowej dodatnich liczb rzeczywistych z mnożeniem.

## Przykłady

### Całka Cahena-Mellina
Transformata Mellina funkcji o wzorze {\displaystyle f(x)=e^{-x}} jest równa
{\displaystyle \left\{{\mathcal {M}}f\right\}(s)=\int _{0}^{\infty }x^{s-1}e^{-x}\;dx=\Gamma (s),}
gdzie {\displaystyle \Gamma } oznacza funkcję gamma. {\displaystyle \Gamma } jest funkcją meromorficzną z biegunami rzędu pierwszego w {\displaystyle z=0,-1,-2,\dots } Tym samym {\displaystyle \Gamma } jest analityczna dla {\displaystyle \Re (s)>0.} Stąd, dla {\displaystyle c>0} i gałęzi głównej {\displaystyle z^{-s},} transformata odwrotna daje
{\displaystyle \left\{{\mathcal {M}}^{-1}\Gamma \right\}(z)={\frac {1}{2\pi i}}\int _{c-i\infty }^{c+i\infty }\Gamma (s)z^{-s}\;ds=e^{-z}.}
Powyższa całka jest znana jako całka Cahena-Mellina.

### Funkcje wielomianowe
Całka
{\displaystyle \int _{0}^{\infty }x^{a}dx}
nie jest zbieżna dla żadnej wartości {\displaystyle a\in \mathbb {R} ,} więc z tego powodu transformacja Mellina nie jest zdefiniowana dla funkcji wielomianowych zdefiniowanych na całej dodatniej półosi liczb rzeczywistych. Jeśli jednak tego typu funkcje będziemy jako zero na różnych odcinkach osi rzeczywistej, możemy obliczyć transformację Mellina. Na przykład jeśli
{\displaystyle f(x)={\begin{cases}x^{a}&x<1,\\0&x\geqslant 1,\end{cases}}}
to
{\displaystyle \left\{{\mathcal {M}}f\right\}(s)=\int _{0}^{1}x^{s-1}x^{a}\;dx=\int _{0}^{1}x^{s+a-1}\;dx={\frac {1}{s+a}}.}
A zatem {\displaystyle {\mathcal {M}}f(s)} ma biegun rzędu pierwszego w {\displaystyle s=-a} i dlatego jest określone dla {\displaystyle \Re (s)>-a.} Podobnie, jeśli
{\displaystyle f(x)={\begin{cases}0&x<1,\\x^{b}&x\geqslant 1,\end{cases}}}
to
{\displaystyle \left\{{\mathcal {M}}f\right\}(s)=\int _{1}^{\infty }x^{s-1}x^{b}\;dx=\int _{1}^{\infty }x^{s+b-1}\;dx=-{\frac {1}{s+b}}.}
A zatem {\displaystyle {\mathcal {M}}f(s)} ma biegun pierwszego rzędu w {\displaystyle s=-b} i dlatego jest określone dla {\displaystyle \Re (s)<-b.}

### Funkcje wykładnicze
Niech {\displaystyle p>0} i zdefiniujmy funkcję {\displaystyle f} wzorem {\displaystyle f(x)=e^{-px}.} Wtedy
{\displaystyle \left\{{\mathcal {M}}f\right\}(s)=\int _{0}^{\infty }x^{s}e^{-px}{\frac {dx}{x}}=\int _{0}^{\infty }\left({\frac {u}{p}}\right)^{s}e^{-u}{\frac {du}{u}}={\frac {1}{p^{s}}}\int _{0}^{\infty }u^{s}e^{-u}{\frac {du}{u}}={\frac {1}{p^{s}}}\Gamma (s).}

### Funkcja dzeta
Transformacji Mellina można użyć do wyprowadzenia jednego z podstawowych wzorów funkcji dzeta Riemanna. Niech {\displaystyle f(x)={\tfrac {1}{e^{x}-1}}.} Wtedy mamy
{\displaystyle \left\{{\mathcal {M}}f\right\}(s)=\int _{0}^{\infty }{\frac {x^{s-1}}{e^{x}-1}}\;dx=\int _{0}^{\infty }x^{s-1}{\frac {e^{-x}}{1-e^{-x}}}\;dx=\int _{0}^{\infty }x^{s-1}\sum _{n=1}^{\infty }e^{-nx}\;dx=\sum _{n=1}^{\infty }\int _{0}^{\infty }x^{s}e^{-nx}{\frac {dx}{x}}=\sum _{n=1}^{\infty }{\frac {1}{n^{s}}}\Gamma (s)=\Gamma (s)\zeta (s).}
Stąd
{\displaystyle \zeta (s)={\frac {1}{\Gamma (s)}}\int _{0}^{\infty }{\frac {x^{s-1}}{e^{x}-1}}\;dx.}

### Uogólniona funkcja gaussowska
Niech {\displaystyle p>0,} i rozważmy funkcję o wzorze {\displaystyle f(x)=e^{-x^{p}}.} Wtedy
{\displaystyle \left\{{\mathcal {M}}f\right\}(s)=\int _{0}^{\infty }x^{s-1}e^{-x^{p}}\;dx=\int _{0}^{\infty }x^{p-1}x^{s-p}e^{-x^{p}}\;dx=\int _{0}^{\infty }x^{p-1}(x^{p})^{s/p-1}e^{-x^{p}}\;dx={\frac {1}{p}}\int _{0}^{\infty }u^{s/p-1}e^{-u}\;du={\frac {\Gamma (s/p)}{p}}.}
W szczególności podstawienie {\displaystyle s=1} daje następujący wzór na wartości funkcji gamma dla argumentów większych od 1:
{\displaystyle \Gamma \left(1+{\frac {1}{p}}\right)=\int _{0}^{\infty }e^{-x^{p}}\;dx.}

## Pas podstawowy
Dla {\displaystyle \alpha ,\beta \in \mathbb {R} ,} niech otwarty pas {\displaystyle \langle \alpha ,\beta \rangle \subseteq \mathbb {C} } będzie zdefiniowany jako zbiór {\displaystyle s\in \mathbb {C} } takich, że {\displaystyle s=\sigma +it} dla {\displaystyle \alpha <\sigma <\beta } oraz {\displaystyle t\in \mathbb {R} .} Pas podstawowy funkcji {\displaystyle {\mathcal {M}}f} jest definiowany jako największy pas otwarty, na którym ta funkcja jest dobrze określona. Na przykład dla {\displaystyle a>b} pasem podstawowym funkcji danej wzorem
{\displaystyle f(x)={\begin{cases}x^{a}&x<1,\\x^{b}&x\geqslant 1,\end{cases}}}
jest {\displaystyle \langle -a,-b\rangle .} Jak widać na tym przykładzie, tempo zbieżności funkcji przy {\displaystyle x\to 0^{+}} określa lewy kraniec jej pasa podstawowego, a tempo zbieżności funkcji przy {\displaystyle x\to +\infty } określa jej prawy kraniec. Możemy to podsumować, używając notacji dużego O: jeśli {\displaystyle f} jest {\displaystyle O(x^{a})} przy {\displaystyle x\to 0^{+}} i {\displaystyle O(x^{b})} przy {\displaystyle x\to +\infty ,} to {\displaystyle {\mathcal {M}}f(s)} jest dobrze określona w pasku {\displaystyle \langle -a,-b\rangle }.
Zastosowanie tego można zobaczyć w przypadku funkcji gamma, {\displaystyle \Gamma (s).} Skoro funkcja dana wzorem {\displaystyle f(x)=e^{-x}} jest {\displaystyle O(0)} przy {\displaystyle x\to 0^{+}} oraz {\displaystyle O(x^{k})} dla wszystkich {\displaystyle k} przy {\displaystyle x\to +\infty ,} to {\displaystyle \Gamma (s)={\mathcal {M}}f(s)} jest dobrze określona w pasie {\displaystyle \langle 0,+\infty \rangle ,} co potwierdza fakt, że funkcja gamma jest analityczna dla {\displaystyle \Re (s)>0.}

## Transformacja Mellina jako izometria przestrzeniL2
W badaniu przestrzeni Hilberta transformacja Mellina jest często ustawiana w nieco inny sposób. W przypadku funkcji z przestrzeni {\displaystyle L^{2}(0,\infty )} (zobacz: przestrzeń Lp) pas podstawowy zawsze zawiera prostą {\displaystyle {\tfrac {1}{2}}+i\mathbb {R} ,} więc możemy zdefiniować operator liniowy {\displaystyle {\tilde {\mathcal {M}}}} wzorem
{\displaystyle {\tilde {\mathcal {M}}}\colon L^{2}(0,\infty )\to L^{2}(-\infty ,\infty ),}
{\displaystyle \{{\tilde {\mathcal {M}}}f\}(s):={\frac {1}{\sqrt {2\pi }}}\int _{0}^{\infty }x^{-{\frac {1}{2}}+is}f(x)\,dx.}
Innymi słowy, rozważamy przekształcenie
{\displaystyle \{{\tilde {\mathcal {M}}}f\}(s):={\tfrac {1}{\sqrt {2\pi }}}\{{\mathcal {M}}f\}({\tfrac {1}{2}}+is).}
Ten operator tak0e jest zwykle oznaczany {\displaystyle {\mathcal {M}}} i również jest nazywany „transformacją Mellina”, w artykule jednak oznaczamy go {\displaystyle {\tilde {\mathcal {M}}}} w celu odróżnienia od poprzednio definiowanej transformaty Mellina. Twierdzenie Mellina o inwersji stanowi, że {\displaystyle {\tilde {\mathcal {M}}}} jest operatorem odwracalnym i operator odwrotny to:
{\displaystyle {\tilde {\mathcal {M}}}^{-1}\colon L^{2}(-\infty ,\infty )\to L^{2}(0,\infty ),}
{\displaystyle \{{\tilde {\mathcal {M}}}^{-1}\varphi \}(x)={\frac {1}{\sqrt {2\pi }}}\int _{-\infty }^{\infty }x^{-{\frac {1}{2}}-is}\varphi (s)\,ds.}
Ponadto operator ten jest izometrią liniową, gdyż {\displaystyle \|{\tilde {\mathcal {M}}}f\|_{L^{2}(-\infty ,\infty )}=\|f\|_{L^{2}(0,\infty )}} dla wszystkich {\displaystyle f\in L^{2}(0,\infty ).} Z tego powodu też w definicji wprowadzono współczynnik {\displaystyle 1/{\sqrt {2\pi }}.}

## W rachunku prawdopodobieństwa
W rachunku prawdopodobieństwa transformacja Mellina jest podstawowym narzędziem do badania rozkładów iloczynów zmiennych losowych. Jeśli {\displaystyle X} jest zmienną losową, {\displaystyle X^{+}=\max\{X,0\}} oznacza jej część dodatnią, a {\displaystyle X^{-}=\max\{-X,0\}} jest jej częścią ujemną, to transformata Mellina zmiennej losowej {\displaystyle X} jest definiowana jako
{\displaystyle {\mathcal {M}}_{X}(s)=\int _{0}^{\infty }x^{s}\;dF_{X^{+}}(x)+\gamma \int _{0}^{\infty }x^{s}\;dF_{X^{-}}(x),}
gdzie {\displaystyle \gamma =\pm 1.} Tak zdefiniowana transformata istnieje dla wszystkich {\displaystyle s} w pewnym domkniętym pasie na płaszczyźnie zespolonej {\displaystyle D=\{s:a\leqslant \Re (s)\leqslant b\},} gdzie {\displaystyle a\leqslant 0\leqslant b.} Powyższe całki są całkami Stieltjesa.
Transformacja Mellina {\displaystyle {\mathcal {M}}_{X}(it)} zmiennej losowej {\displaystyle X} jednoznacznie określa jej rozkład prawdopodobieństwa {\displaystyle F_{X}.} Znaczenie transformaty Mellina w rachunku prawdopodobieństwa polega na tym, że jeśli {\displaystyle X} i {\displaystyle Y} są dwiema niezależnymi zmiennymi losowymi, to transformata Mellina ich iloczynu jest równa iloczynowi transformat Mellina zmiennych {\displaystyle X} i {\displaystyle Y{:}}
{\displaystyle {\mathcal {M}}_{XY}(s)={\mathcal {M}}_{X}(s){\mathcal {M}}_{Y}(s).}
Jest to wynik analogiczny do zagadnienia sumy niezależnych zmiennych losowych. Jeśli bowiem {\displaystyle X} i {\displaystyle Y} są niezależnymi zmiennymi losowymi to funkcja charakterystyczna sumy tych zmiennych jest równa iloczynowi funkcji charakterystycznych:
{\displaystyle \varphi _{X+Y}(t)=\varphi _{X}(t)\varphi _{Y}(t).}

## Przykłady
- Wzór Perrona opisuje odwrotną transformatę Mellina szeregu Dirichleta.
- Transformacja Mellina jest używana w analizie funkcji liczącej liczby pierwsze i pojawia się w dyskusjach na temat funkcji zeta Riemanna.
- Odwrotne przekształcenia Mellina często występują w średnich Riesza.